# Don Aero
Ivan Perea Santos  (Victoria de Durango, Durango, 26 de julio de 1984), más conocido por su nombre artístico Don Aero, es un rapero y compositor mexicano.  En 2014 lanzó su primer Álbum de estudio De boca en boca,  con el sello discográfico Mastered Trax Latino.

## Carrera musical
Don Aero empezó su carrera en el año 2004, pero ganó gran fama en el hip hop mexicano en el 2014 con su álbum de De boca en boca. Ha colaborado con artistas reconocidos como C-Kan, Arianna Puello, MC Davo y Crooked Stilo.
Se ha presentado en grandes escenarios como el Centro de Convenciones y Exposiciones Tlatelolco. 
En 2014 y 2015 se presentó en el evento más grande de rap en Guadalajara el Urbano Fest compartiendo escenario con C-Kan, MC Davo, Lil Rob, T López etc.

### 2014: De boca en boca
El 26 de agosto de 2014 Don Aero, estrenó su primera producción musical De boca en boca bajo el sello Mastered Trax Latino.
El penúltimo tema del disco "Bang" que es interpretado a dúo con el cantante C-Kan, tiene su propio video musical grabado en la ciudad de Tijuana, Baja California. Actualmente cuenta con más de 3 millones de reproducciones en YouTube. 
«De Boca En Boca» es el tema que grabó junto a DJ Tijuas, «No Se Contratan Payasos», junto a Giflow y Actomicflow, «Me Volvieron A Tirar», junto a Refye El Demonio, «No Entenderias», junto a Gera MXM, «Mi Ejercito», junto al grupo salvadoreño Crooked Stilo, «En Secreto», junto a Tito Playaz y «Te Guste O No», junto a Danger. Los otros temas que forman parte de las 16 canciones del disco son; «Mi Emblema», «Es Que No Saben Pues», «Me Gustas», «Tu Mejor Amigo», «Me Gustaria», «Canibal» y «Lo Nuestro».

### 2017: Invicto
El 11 de agosto de 2017 Don Aero, estrenó su segunda producción musical Invicto bajo el sello Mastered Trax Latino. El álbum trae ritmos nuevos, rap de varias temáticas que van de lo romántico a lo agresivo y callejero; temas de crítica social y autocrítica. El tema «Si Mañana No Despierto», habla de cómo te despides de la gente o lo que te gustaría decirle a tu gente, a tus amigos, fanáticos y familia antes de irte.
El primer tema del disco "De Sur A Norte" que es interpretado a dúo con el cantante Melodico, también aparece en el álbum de 2016 The Take Over, Vol. 2 del sello Mastered Trax. El tema "Allá Afuera" que interpreta junto a C-Kan consiguió más de 100.000 reproducciones en YouTube luego de ocho días de su estreno. El tema "Mi Ciudad" que interpreta junto a Arianna Puello aparece en el álbum Rap komunión (2017) de Arianna.  
«Eres Tú» es el tema que grabó junto a T López, «No Traen Nada», junto a Nano El Cenzontle, «Me Miran Mal», junto a Grim Vicious, «Enemigo», junto a Refye El Demonio, «Acelerao», junto a Swat, «Bye Bye», junto a Derian, «Piensalo», junto a Rigo Luna y la participación de L5 The Crone en «Basta». Los otros temas que forman parte de las 16 canciones del disco son; «No Traen Nada», «Si Mañana No Despierto», «Prohibido», «Invicto», y «No Se Confunda».

## Discografía
| Álbumes de estudio - 2014: De boca en boca - 2017: Invicto | Álbumes independientes - 2006: Subele El Volumen - 2010: El Renacimiento - 2013: Featuring |